# シンガポール共和国の歴史

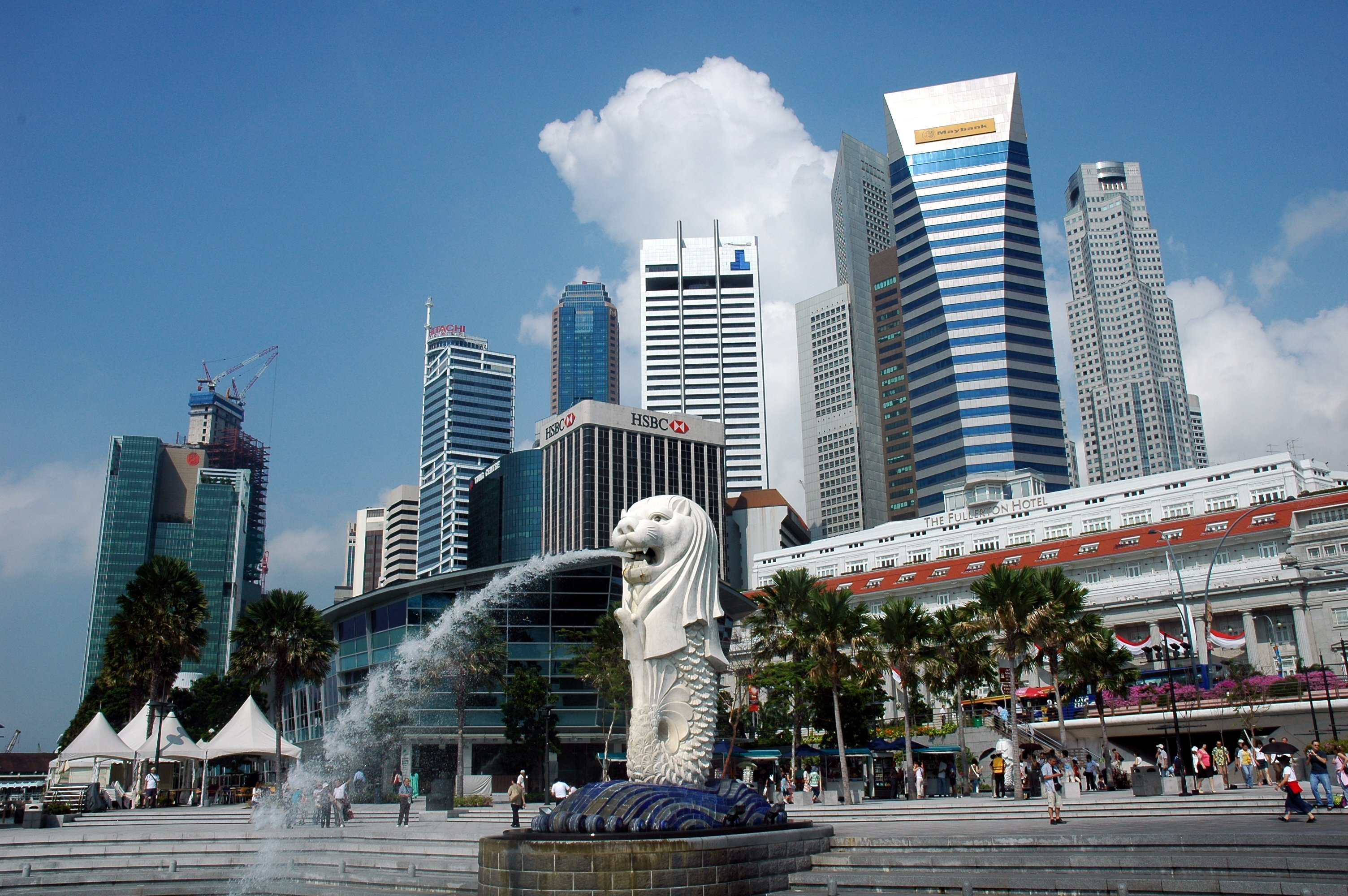
東南アジアを代表する国家へと成長を遂げた今日のシンガポール

シンガポール共和国の歴史は、シンガポールがマレーシアを追放され、共和国として独立した1965年8月9日に遡る。
分離独立後、シンガポールは自給自足の道を歩むことになり、失業率の高さ、住宅や土地、石油をはじめとする天然資源の不足など、多くの問題に直面した。リー・クアンユーが首相を務めた1959年から1990年にかけては、失業者の抑制、生活水準の向上、大規模な公営住宅計画が推し進められた。その結果、経済インフラの整備、人種間の緊張緩和、防衛システムの構築に成功した。貧困国家であったシンガポールは、20世紀末には先進国の地位を確立したといえる。
1990年には、リーの後継としてゴー・チョクトンが首相に就任した。彼は在任中、アジア通貨危機の経済的影響、SARSの流行、アメリカ同時多発テロやバリ島爆弾テロを受けたジェマ・イスラミア (JI) との対テロ戦争など、様々な問題に対処した。2004年には、リー・クアンユーの長男であるリー・シェンロンが第3代首相に就任した。

## マレーシアからの独立
シンガポールは、1963年9月16日にマラヤ連邦、サバ、サラワクと合併し、マレーシアの一部となった。この合併により、共同自由市場の構築によって経済的な利益が得られるほか、国内治安も改善されると考えられていた。しかし実際には、不安定な状態が続いた。特にマレーシア憲法153条で保障された、マレー人に特権を与えるアファーマティブ・アクション政策を巡り、シンガポール州政府と連邦中央政府との間で様々な摩擦が生じた。リー・クアンユーらシンガポールの政治家は、「マレーシア人のマレーシア」を合言葉に、マレーシア国内におけるすべての人種の平等を主張した。
中国人とマレー人の人種間緊張は劇的に高まり、多くの人種暴動につながった。最も規模が大きかったのが1964年7月21日、預言者生誕祭の日に発生した人種暴動で、死者23人、負傷者数百人を出す惨事となった。この暴動で交通網が寸断され、食料価格の高騰が国民に更なる負担を負わせた。
州政府と連邦政府は経済面でも対立しており、連邦側の統一マレー国民組織(UMNO)の指導者たちは、シンガポールが経済的に優位に立てば、クアラルンプールから政治的権力が離れることは必然だとして警戒した。共同市場設立の合意があったにもかかわらず、シンガポールはマレーシアの他地域との貿易に制限を受けており、その報復としてシンガポールは、東部2州、サバとサラワクに経済発展を促す融資の提供を拒否した。事態はエスカレートし、両者の話し合いは決裂、双方から暴言が飛ぶ状態となった。UMNOの過激派に至っては、リー・クアンユーの逮捕を要求するほどであった。
これ以上の流血を避けるため、マレーシアのトゥンク・アブドゥル・ラーマン首相は、シンガポールを連邦から追放することを決定した。1965年8月9日、シンガポールの全議員が投票をボイコットするなか、マレーシア国会で除名に関する投票が行われ、126対0の全会一致で賛成となった。同日、リー・クアンユーは涙を浮かべながら記者会見し、シンガポールの主権国家としての独立を宣言した。彼は「私にとって苦渋のときだ。私は生涯を通じて、すなわち大人になってからもずっと、2つの領土は合併、統一できると信じてきた。地理、経済、そして血縁で結ばれた人民なのだ」と演説した。新国家として、シンガポール共和国が誕生したのである。

## 1965年 - 1979年
突然の独立を果たしたシンガポールは、国際社会に自国の主権を早急に認知してもらう必要があった。当時、コンフロンタシと呼ばれるマレーシアとインドネシアの対立の最中にあり、インドネシア軍に攻撃されるリスクがあったほか、UMNOには分離独立に強く反対する派閥もあり、不利な条件でマレーシアに再吸収される可能性もあった。1965年9月21日、マレーシア、中華民国、インド政府の協力により、シンガポールは国連加盟を果たし、同年10月にはイギリス連邦にも加わった。
外務省が新設され、初代外務相のS・ラジャラトムは独立国家としてのシンガポールの認知に努め、諸外国との外交関係を樹立していった。国際機関へ加盟することにより、貿易の活性化にもつながった。その後、1967年8月8日には東南アジア諸国とともにASEANを共同設立、1970年には非同盟運動に加わったほか、世界貿易機構にも加盟した。
小さな島国であるシンガポールは、国家としての存続が危ぶまれており、海外のメディアはその存続に懐疑的であった。主権問題に加え、高い失業率、住宅や教育施設の整備の遅れ、天然資源、土地の不足が喫緊の課題としてのし掛かった。
失業率は10〜12％と高く、情勢不安を引き起こす恐れがあった。マレーシア国内市場への道を絶たれ、天然資源にも乏しいシンガポールは、安定した収入源がない状態であった。国民の大部分が正規の教育を受けておらず、イギリスが認めていない中国語学校に通う者も多かった。19世紀のシンガポールは国際貿易によって成功し、シンガポール港の主要業務となっていたが、もはや多くの人口を支えるのには十分ではなかった。

### 経済発展

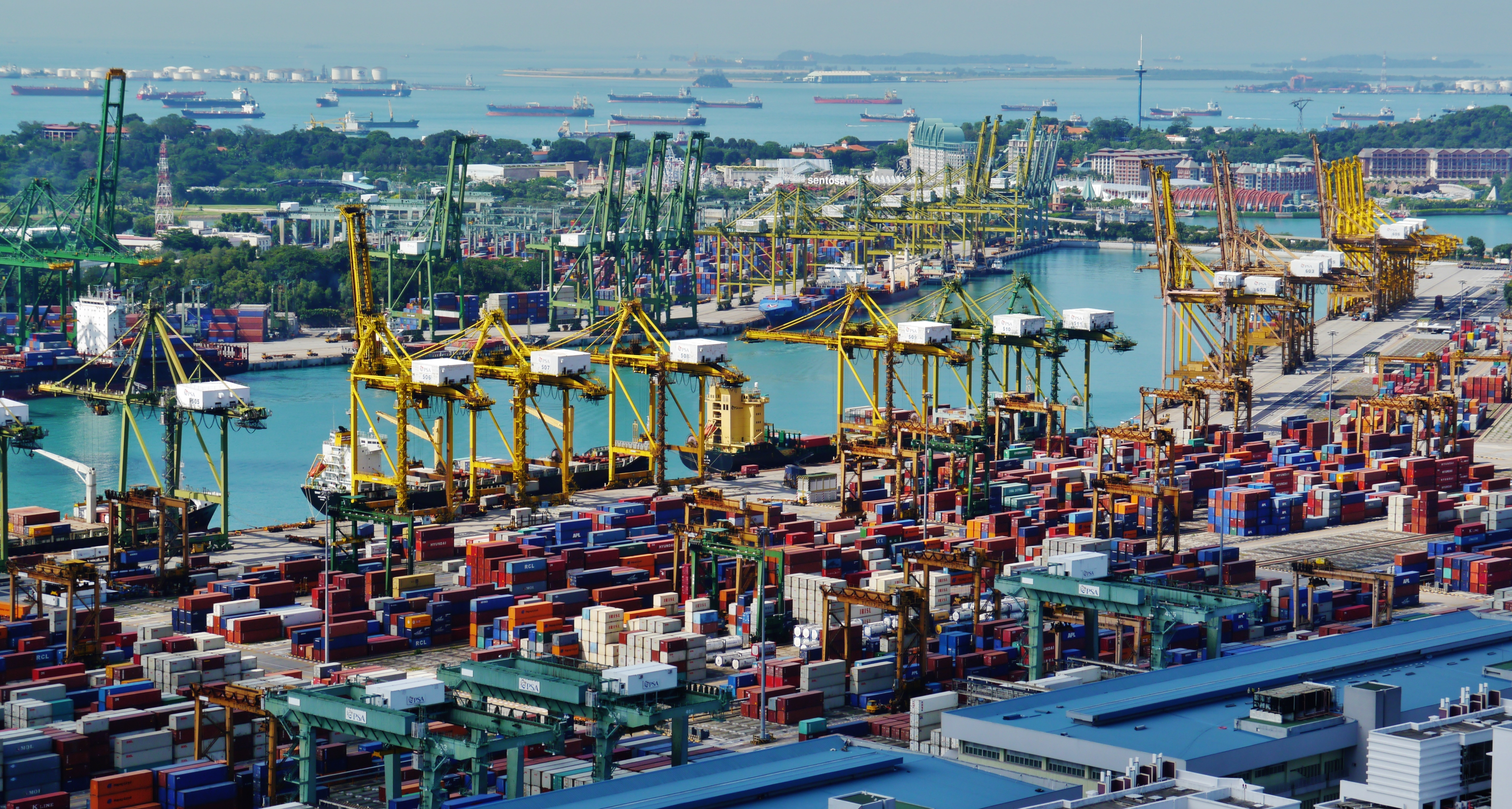
中継貿易で栄えるシンガポール港

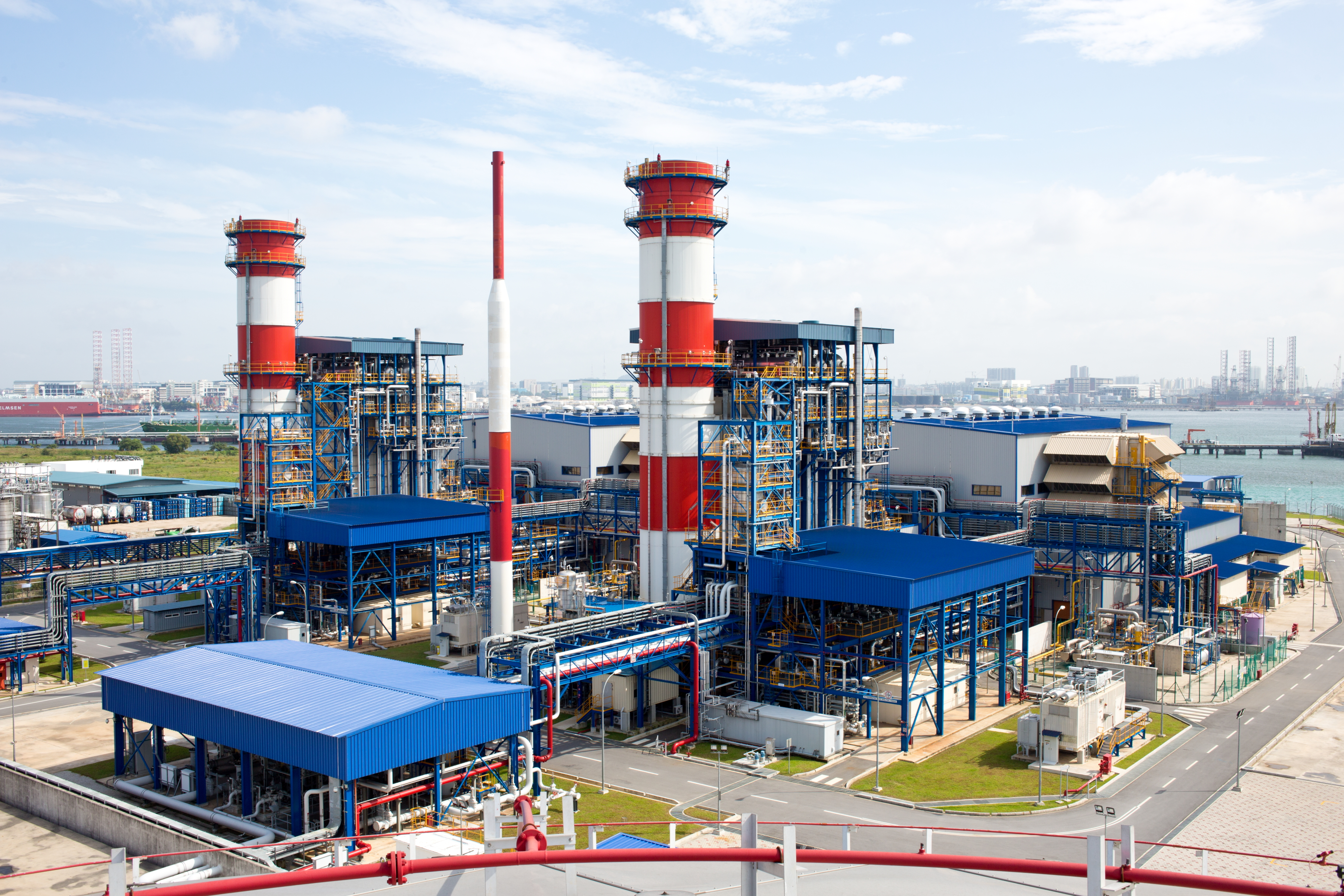
ジュロン島には大規模な石油精製所が集積する

シンガポールは経済成長を促すため、多額の投資を行った。1961年、ゴー・ケンスイが経済開発委員会を設立し、オランダの経済アドバイザー、アルバート・ウィンセミウスの協力を得て、シンガポールの製造業を振興するための国家経済戦略が策定された。ジュロンの沼地を埋め立てて工業団地を建設し、政府の閣僚が世界中を視察して外資の誘致に努めた。政府は新規投資家に対し、5年から10年の免税期間を設けた。
シンガポール港は、加工品の輸出と原材料の輸入を効率的に行うのに有利な立地で、近隣諸国に対して優位性を有していた。そのため、シンガポールの産業は国際市場に容易に参入でき、原材料も安価で入手できた。工業化が進んだことにより、中継貿易は原材料を輸入・加工して輸出する加工貿易に発展し、より付加価値の高い商品を生産することで、さらに多くの収益をもたらすようになった。これは、後背地のマレーシアとの共同市場の代わりとなったが、後にASEANが設立されたことにより経済統合が実現している。
また、寄港する船舶に対するサービス需要や商業の拡大に伴い、第三次産業も発展した。この成長は、失業問題の解消につながった。ウィンセミウスの援助により、シンガポールはシェルやエッソなど大手石油企業の誘致にも成功、石油精製所が建設され、1970年代半ばには世界第3位の石油ハブとなった。
シンガポールの新しい国策は、伝統的な天然資源の採取を主要産業とする近隣諸国とは対照的に、原材料の精製・加工という新たな役割をもち、そのための熟練した労働力を必要とした。またシンガポールの指導者たちは、海外にいる雇用主やビジネスパートナーとコミュニケーションをとり協力体制を維持するには、国民が英語に堪能である必要があると考え、早い段階から全ての学校に英語教育が導入された。
教育においては、政治学や哲学よりも技術的な科学など、より実用的な分野が重視され、厳しく徹底されたシステムが確立された。多くの有能な労働力を確保するため、シンガポールの国家予算の約5分の1という大金が教育に費やされ、現在も政府はこの水準を維持している。

### 住宅問題と国家政策

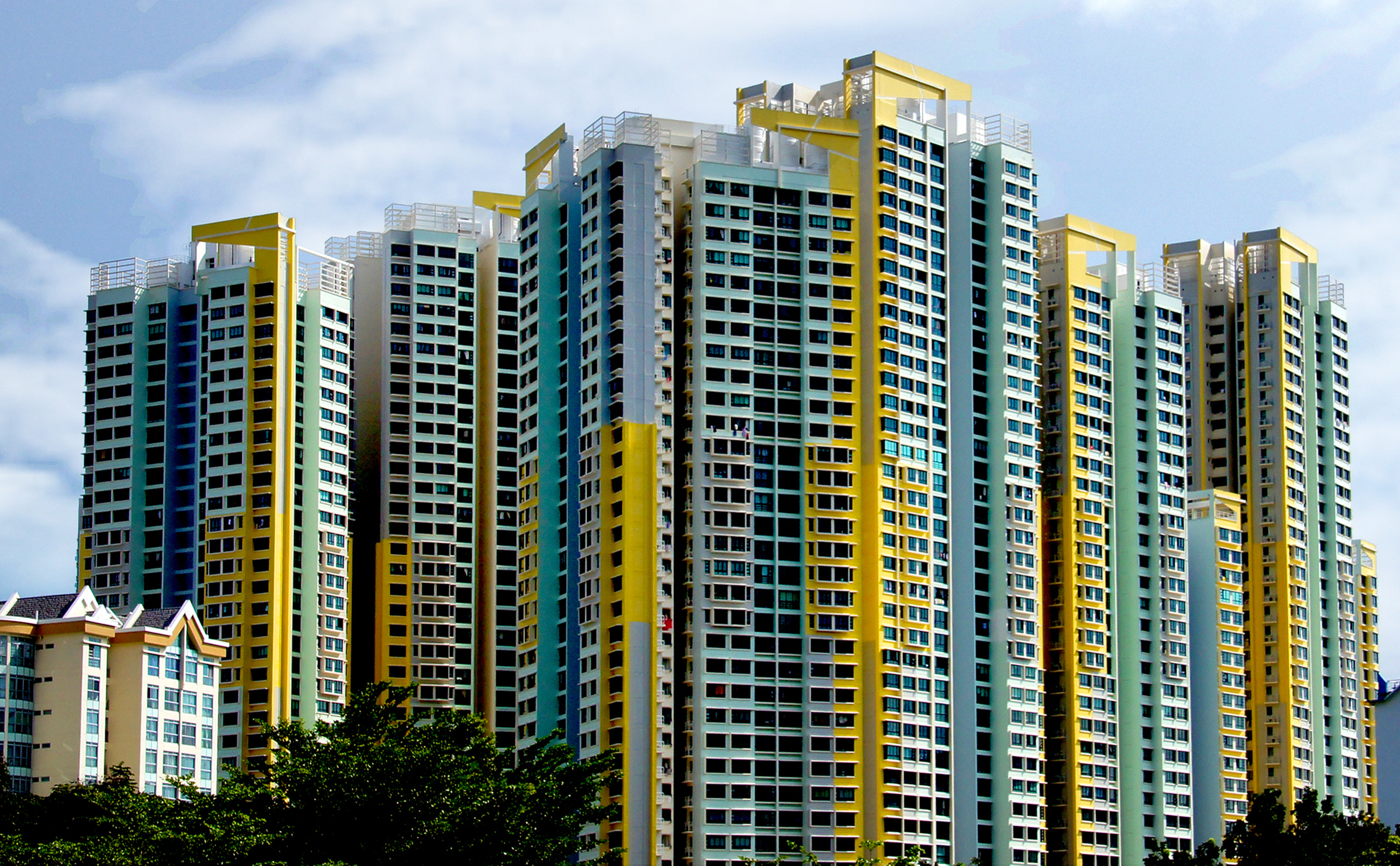
シンガポールの公営住宅

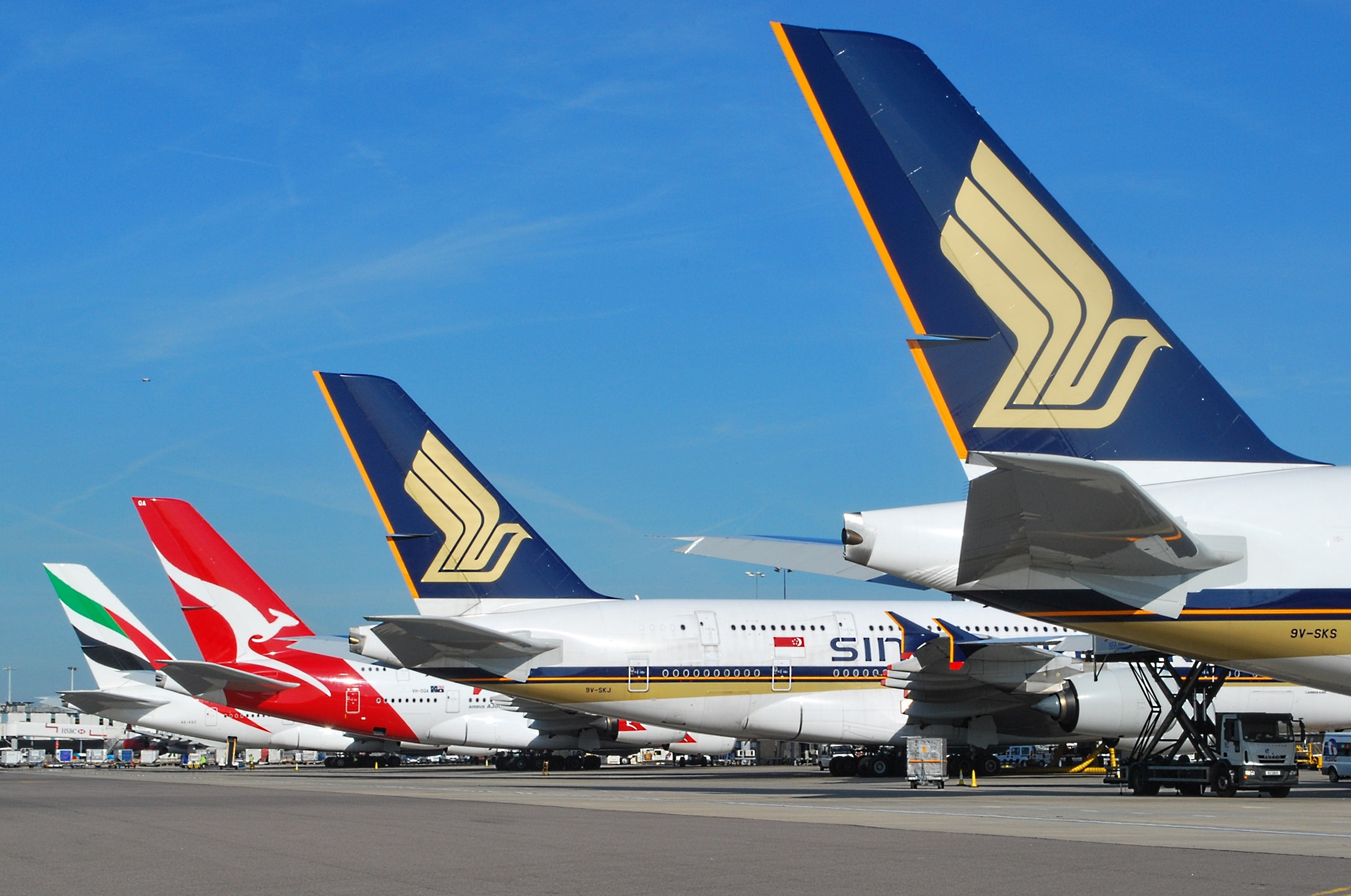
シンガポール航空（手前）は、政府系のファンドが筆頭株主である

シンガポールには良質な住宅がなく、不法占拠者の居住地が広がっていた。失業率の高さも相まって、犯罪や生活水準の低下、政情不安が社会問題に発展した。また、不法占拠者の住宅は、燃えやすい素材で建てられたものが多く、構造も粗末なため、火災の危険性が非常に高かった。1961年に発生したブキ・ホー・スウィ大火は、なかでも大規模な火災である。さらに、衛生状態も悪く、伝染病が蔓延した。
シンガポール独立前に設立された住宅開発庁（HDB）は、独立後もリム・キムサンのもと大きな成功をおさめた。不法居住者の定住のため、安価で手の届きやすい公共住宅を提供する大規模な建設プロジェクトが立ち上がり、深刻な社会問題の解決に至った。プロジェクトでは、最初の2年間で2万5千戸のアパートが建設され、10年後には人口の大半がHDBのアパートに住むようになった。不可能とも考えられたこの大規模なプロジェクトの成功は、政府の決断力、多額の予算配分、官僚主義や汚職を排除した体制などに支えられた。1968年には、中央積立基金（CPF）住宅制度が導入され、積立金でHDBのアパートが購入できるようになったため、住宅所有も徐々に増えていった。
また、シンガポールが抱えるもうひとつの問題として、国民の多くがナショナリズムや一体感を欠いているということがあった。多くの人々は外国で生まれ、シンガポールではなく、出身国を自らの国と認識していた。そのため、忠誠心や信頼性に問題があり、人種間の暴動が起こる可能性も拭いきれなかった。そこで人種間の対立を解消するため、学校教育や国旗の掲揚式を通じて、ナショナリズムを確立する政策がとられた。これはカリキュラムのなかでも重要視され、「国民教育」と呼ばれる義務教育では、「国民的友愛」の感覚を生徒に芽生えさせることが目的とされている。1966年にはS・ラジャラトナムが書いた「シンガポール国家誓約」が導入され、「人種、言語、宗教に関係なく」国民が団結することが強調された。
シンガポール法も改革され、政府は労働騒乱や係争の解決を図るためいくつかの施策を実施した。労働時間の延長、休日の削減により生産性の向上を図りつつも、労働者の保護を強めるため、厳格な労働法が制定された。労働運動は、国家労働組合会議のもと、政府による厳重な監視を受けながらも強化され、1960年代末には労働争議の数が大幅に減少した。
シンガポールは、単独では存続できない企業、公共サービスであるがゆえ政府の方針に忠実である必要のある企業を国有化した。シンガポール・パワー、シンガポール公益事業庁、シンガポール・テレコム、シンガポール航空などがこれにあたる。国有化された企業の多くはインフラや公益事業会社であり、電力や交通などのインフラ網を他の企業のために整備することを目的としている。例えば電力インフラの整備は、外国人投資家の誘致につながった。最近ではこうした独占企業の民営化が進み、シンガポール・テレコムやシンガポール航空は政府が大部分の株式を保有しながらも、現在では公開有限会社となっている。

### 国防軍の新設

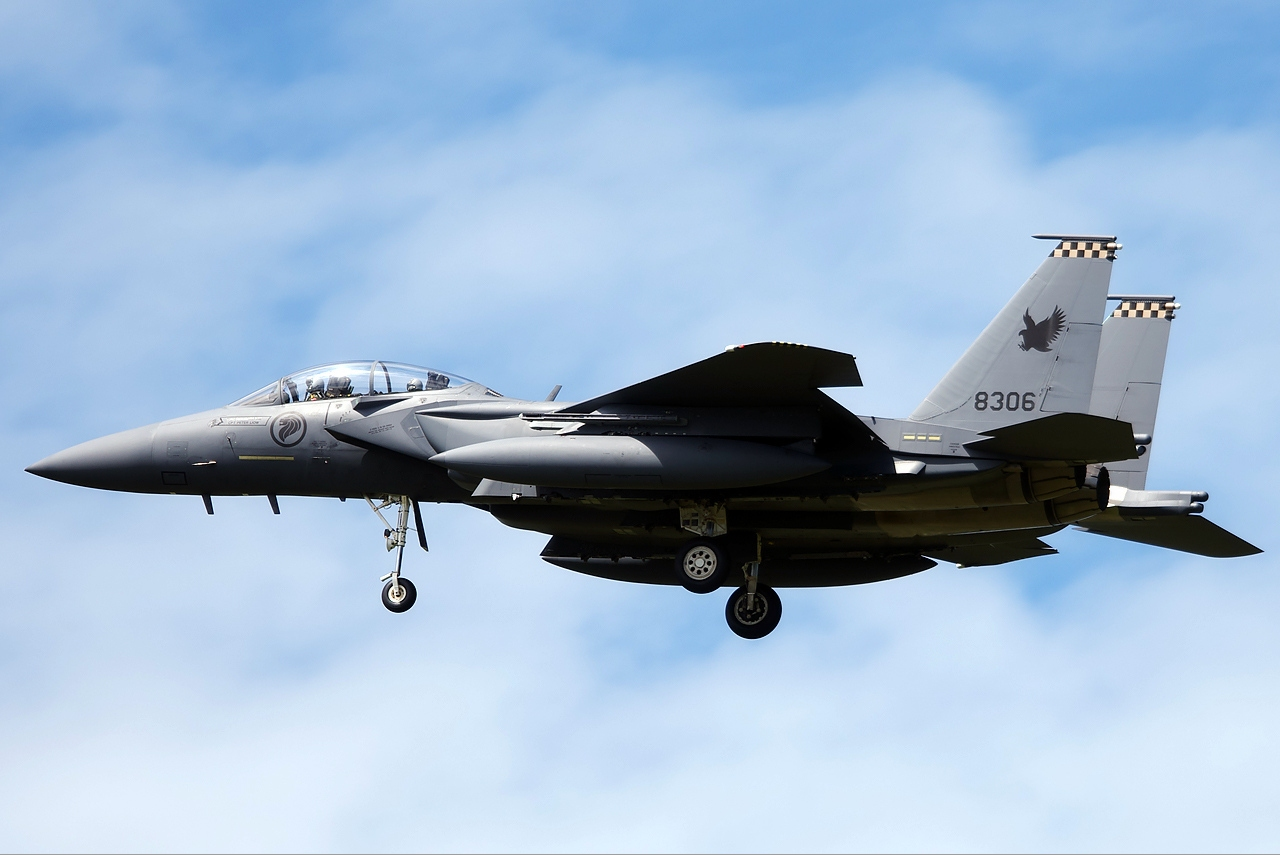
オーストラリアのダーウィン国際空港に飛来したシンガポール軍戦闘機

この頃、大きな問題として取り上げられていたのが国防である。独立後もイギリスはシンガポールの防衛を担っていたが、イギリス国内からの反対圧力と他国での軍事任務を理由に、1971年までの撤退を発表した。これは、特に第二次世界大戦中の日本軍の占領を経験している人たちを中心に、大きな警戒心を抱かせた。
1965年、ゴー・ケンスイが内務・国務相に就任し、イギリス撤退までに国防軍としてシンガポール軍を設立することを決定した。イギリスは撤退を半年間延期することに同意したが、それ以上の先延ばしは認められなかった。
シンガポールは、西ドイツやイスラエルなどの国際的な専門家の手を借り、軍事訓練や装備を調えた。大きな隣国に囲まれた小国という立場であるシンガポールは、予算の約19％という大きな割合を国防にあてた。これは現在でも続き、1人あたりの軍事費は、イスラエル、アメリカ、クウェートに次いで世界第4位である。
またシンガポールは、1967年の第三次中東戦争で近隣アラブ諸国に対して決定的な勝利を収めたイスラエルの徴兵制度に関心を寄せた。シンガポールでも、1967年から独自の徴兵制度が開始された。18歳の男子は全員、兵役に参加し、合計2年半の訓練を受け、その後はいつでも動員できるよう、毎年軍隊に戻り技能の維持を行うことが要求された。
この政策により、シンガポールは当時対立していたインドネシアに対し、1971年9月のイギリス撤退後も侵略を抑止する十分な防衛力を、迅速に確保することができた。女性は徴兵制度からは外されたが、これは戦時中に男性が戦っている間、経済を支える必要があるためである。この政策は時に性差別的であると問題視され、徴兵期間の長さとともに、何度もマスメディアで取り上げられてきた。一方で、徴兵制度は青年期に他の人種の仲間と一緒に訓練を受ける機会を提供し、一体感が生まれ、国家や人種の絆を深めるのに役立つとする見方もある。

## 1980年代 - 1990年代

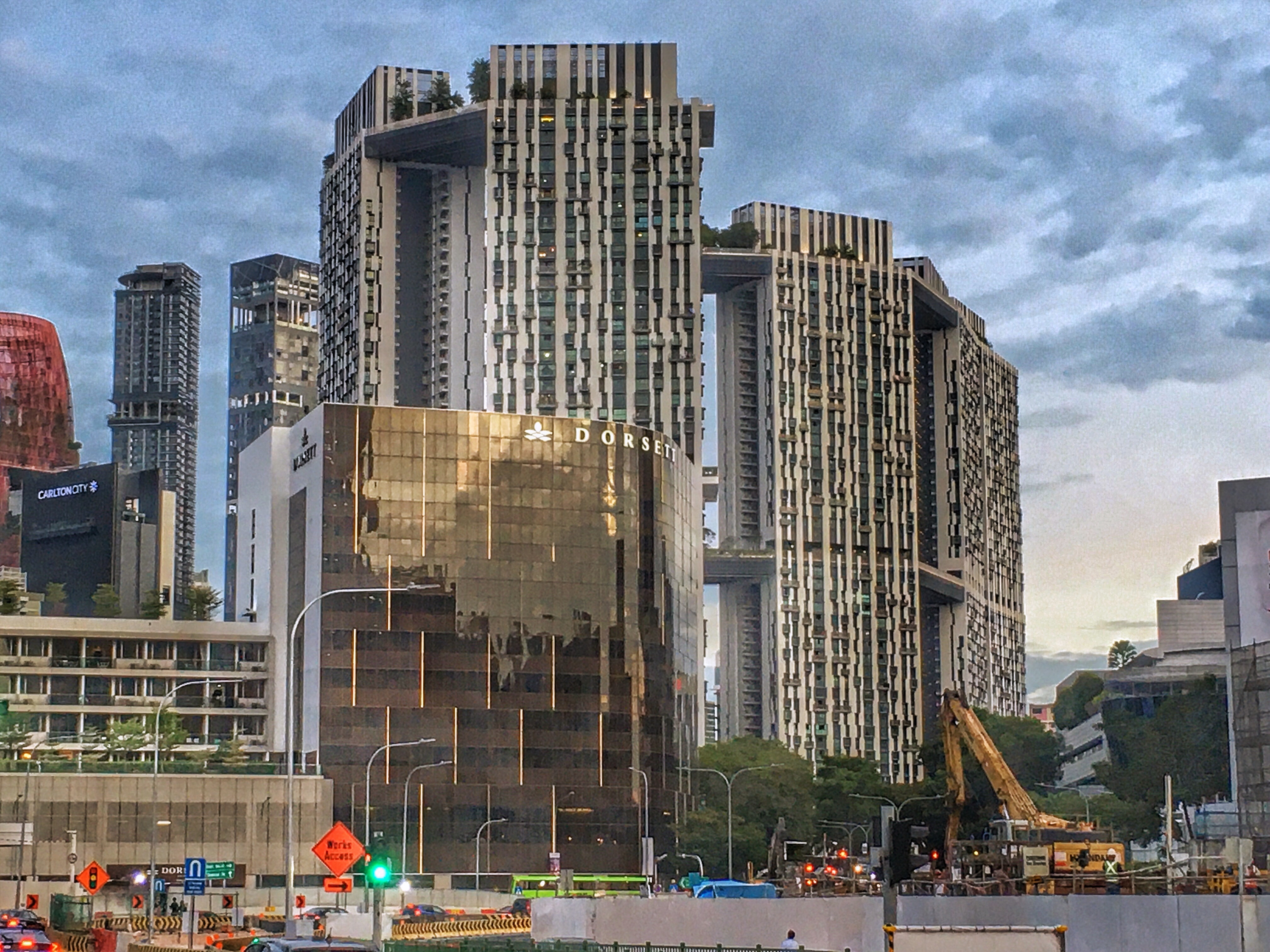
ダウンタウンコアにある最新の住宅。大規模な公営住宅事業により、国民の住宅所有率は非常に高い

1980年代以降も経済的な成功は続き、失業率は3％まで低下、実質GDP成長率は1999年まで平均して約8％であった。1980年代、シンガポールは同じ製品をより安価に輸出している近隣諸国に対抗するため、自国の産業をより高度な技術産業に改良する必要に迫られた。シンガポールはもともと繊維製品の生産が盛んであったが、ウエハー製造業が急速に広がり、熟練の労働者は容易に転職できるようになった。
シンガポール・チャンギ国際空港は1981年にオープンした。航空輸送の発展は、出入国の利便性を高めて投資家を呼び込むだけでなく、加工貿易のさらなる拡大にも寄与した。シンガポール航空と連携して接客業が大きく発展し、観光産業の成長につながった。
住宅開発庁（HDB）は、引き続き公営住宅の建設を進めた。アン・モ・キオのようなニュータウンが設計・建設され、より広く、高規格で快適性も向上したアパートメントが普及した。現在、人口の8〜9割がHDBの住宅に住む。政府は国民の団結、人種間の調和、愛国心を高めるため、異なる人種を同じ団地にまとめ、人種による垣根を取り払うことを意図して計画した。このHDBの政策は、シンガポールの文化に大きく貢献することになった。
また、軍事面の強化も進められた。例えば、軍の標準的な兵器として以前はL1A1が用いられていたが、米国製のより軽量なM16自動小銃に置き換えられた。1984年に策定された総合防衛政策は、国民が軍事レベルに加え、経済レベル、市民レベル（病院を含む）、社会レベル、心理レベルの5つの側面からシンガポールの防衛に備えるということを示している。

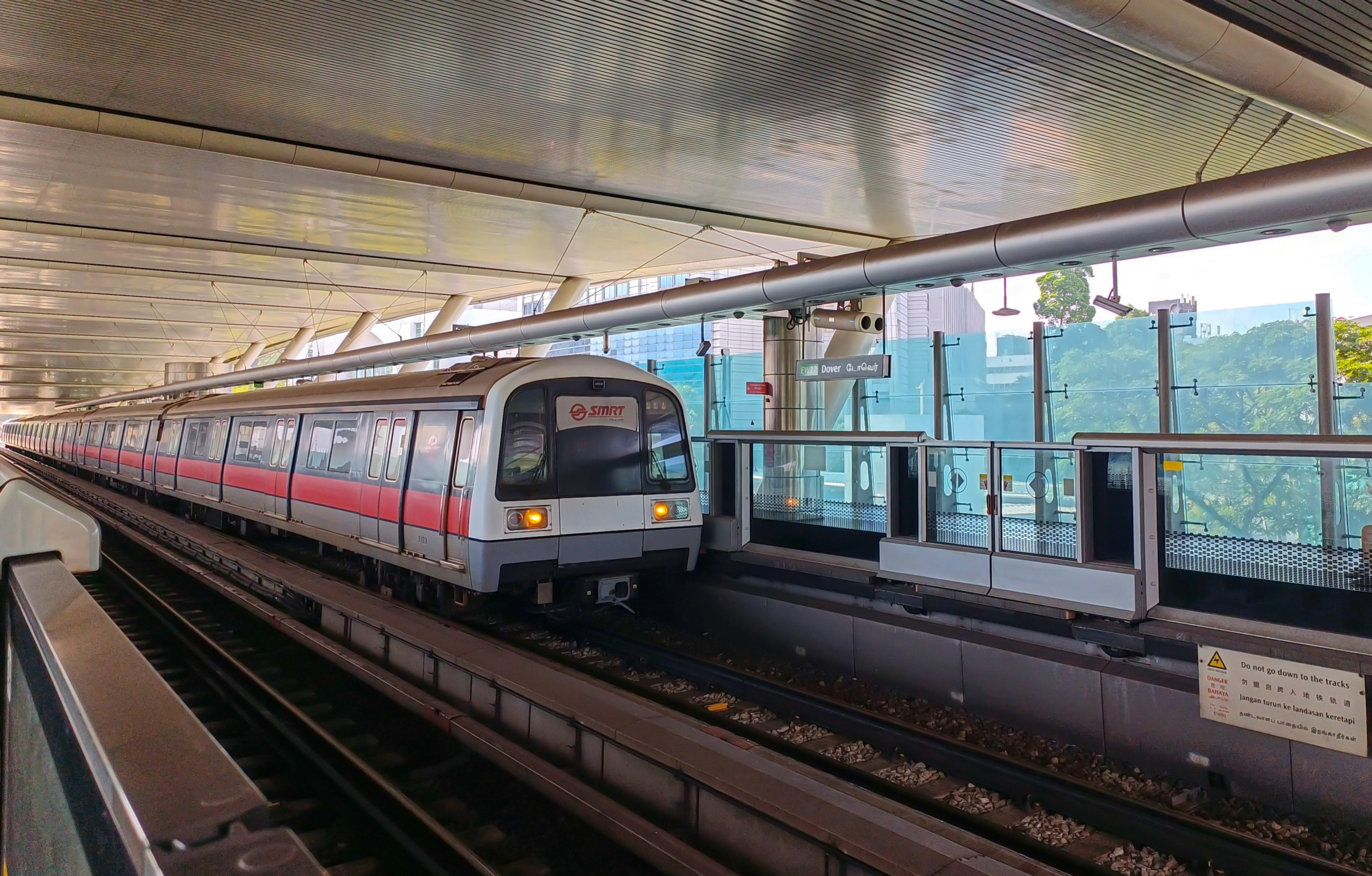
マス・ラピッド・トランジット(MRT)

シンガポールは継続的で力強い経済成長により、世界で最も繁栄している国のひとつとなり、国際貿易も盛んになった。シンガポール港は世界で最も忙しい港の1つで、1人あたりのGDPは西ヨーロッパの主要国を上回っている。一方、その副作用として交通渋滞が徐々に悪化し、1987年には最初のマス・ラピッド・トランジット（MRT）が開通した。その後も路線が整備され、1960年代にはなかった島内移動の利便性を確保、優れた公共交通システムの代表例となるまでに成長している。

### 政治

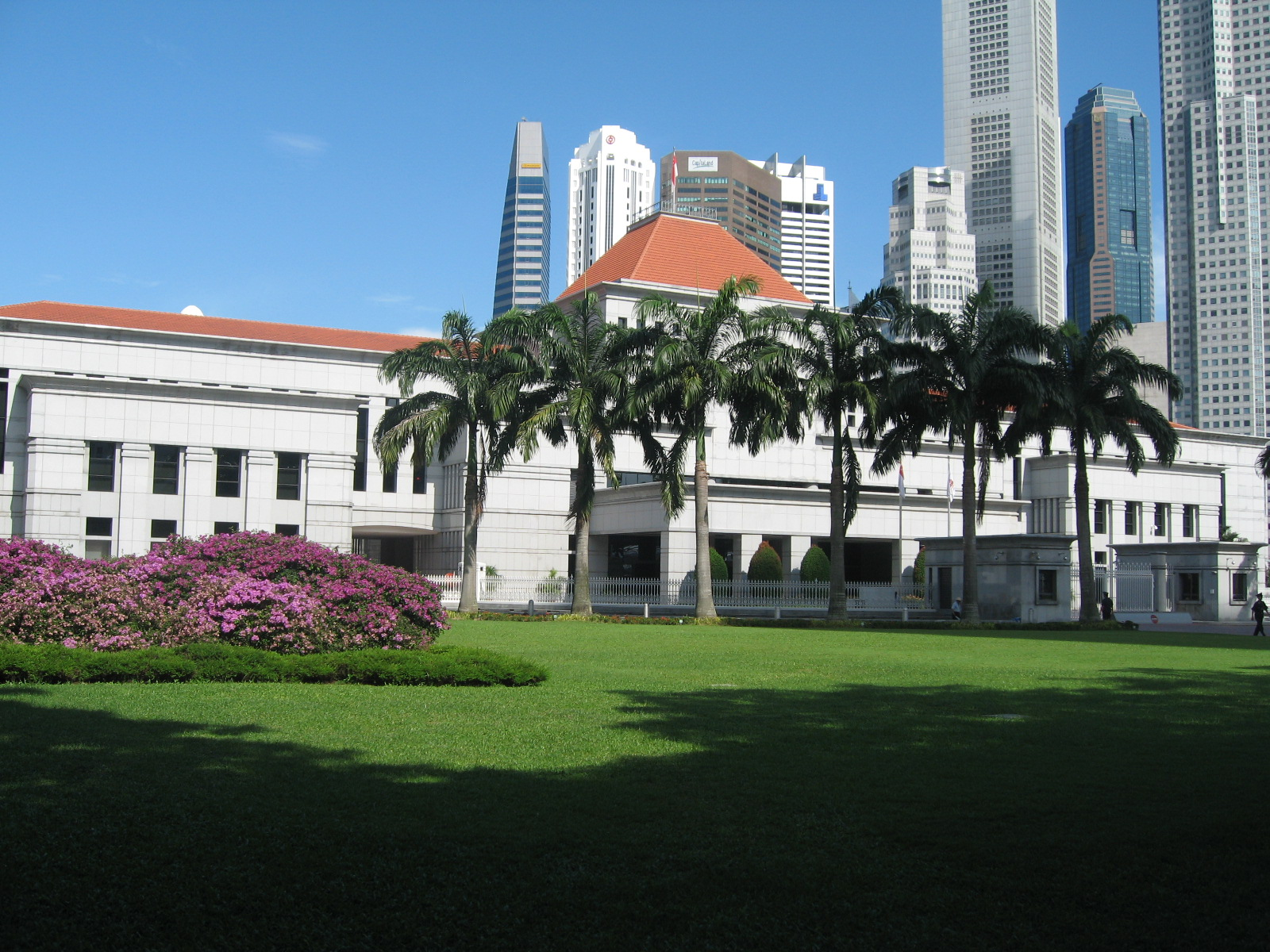
シンガポールの国会議事堂

シンガポールの政情は極めて安定している。1966年から1981年にかけての15年間、国会は人民行動党（PAP）の独占状態で、1981年の補欠選挙でシンガポール労働者党のJ・B・ジャヤラトナムがアンソン選挙区で当選するまで、選挙ですべての議席を獲得していた。PAPは政治活動やメディア活動にいくつか規制を設けており、これを政治的権利の侵害とみなす活動家たちは、PAPを権威主義としている。これは、野党によるPAP批判の最大の題材となっており、権威主義を非難する野党として、シンガポール労働者党やシンガポール民主党が代表的である。
政治面においては、重要な変化が何度か起こっている。1984年には非選挙区の選出が導入され、敗戦した野党の候補者は3人まで国会議員に任命できるようになった。1988年の議会選挙法の改正では、集団選挙区制（GRC）が導入され、議会における少数派の代表を確保する目的で、複数議席が確保された。また、1990年には指名議員制度が導入され、無所属の国会議員も認められるようになった。
1991年には憲法改正が行われ、国家備蓄の使用や公職の任命に拒否権を持つ大統領が選挙で選出されるようになった。野党は集団選挙区制によって選挙で足場を固めることが難しくなっていると主張しており、特に大きな選挙区における多数代表制は、少数政党が当選しにくくなる傾向がある。一方、集団選挙区においては少数民族の候補者を立てることが義務づけられており、PAPは少数民族の代表性確保が目的として正当化している。
しかし、野党が議員獲得において不利な状態は続いており、議会選挙法の改正以来2006年の総選挙まで、選挙が開始される前に政権維持することが事実上決定していた。すなわち、野党は1991年から2001年までの間、PAPに対抗できるだけの過半数を上回る候補者を立てることができなかったのである。これは、集団選挙区制が原因であるとされる。
野党議員であるチー・スンジュアンの逮捕や、J・B・ジャヤラトナムに対する名誉毀損訴訟は、こうした権威主義の例として野党が挙げているものである。また、政治批判が誹謗中傷であるとして起訴されることもあった。また、司法と政府の間に三権分立が成立していないことについては、野党が免罪を掲げる要因となっている。さらには、フランシス・シオなどPAPに批判的な政治活動を行った人物や、大学生までもが逮捕されていることも、非難の対称となっている。
1990年、リー・クワンユーからゴー・チョクトンに指導者が引き継がれると、よりオープンで協議的な指導体制となり、シンガポールは近代化を続けた。1997年には、アジア金融危機の影響を受け、CPF拠出金削減などの措置がとられた。

## 2000年 - 現代

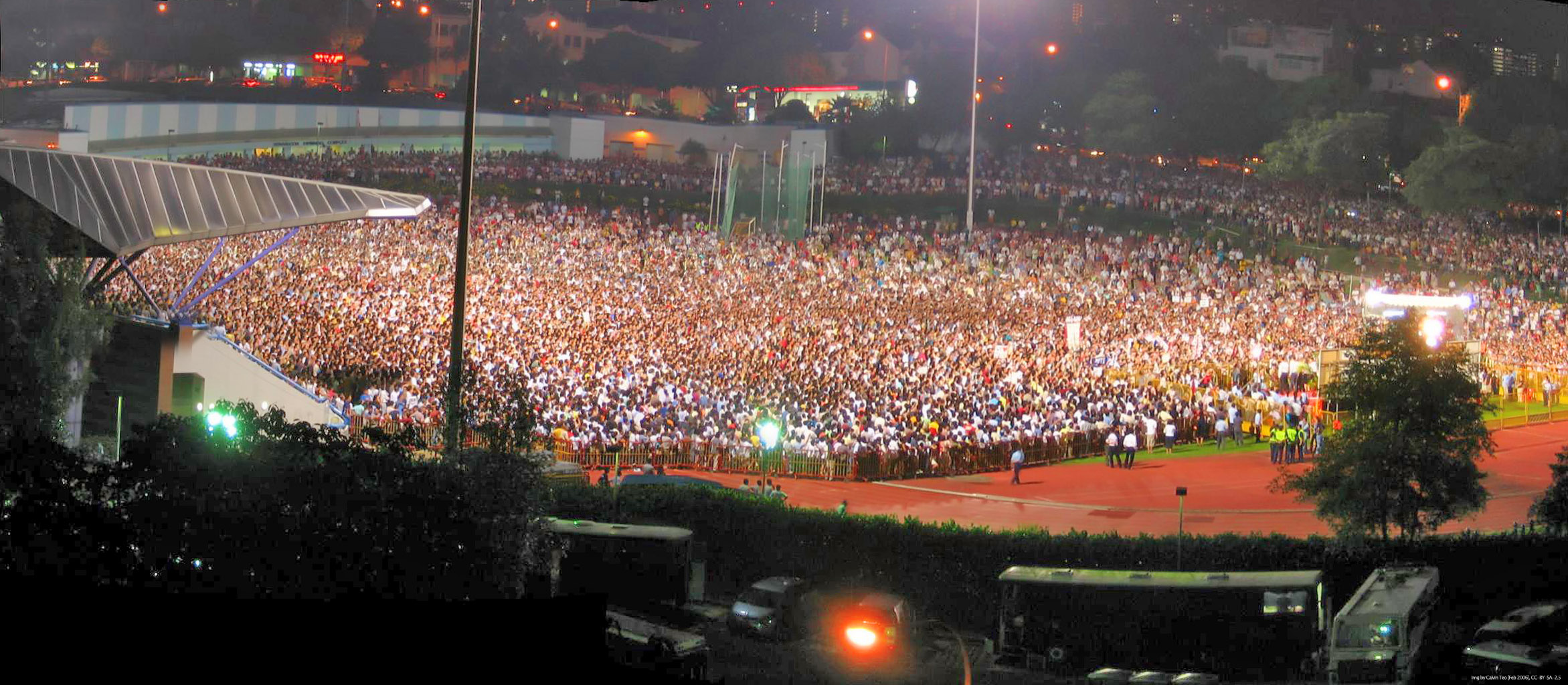
セラングーン・スタジアムで開催されたシンガポール労働者党のデモ集会。野党の集会は、参加者が多いといわれる

21世紀に入ってからの数年間、シンガポールは、2003年のSARSの発生やテロの脅威など、数多くの危機に直面した。2001年12月には、シンガポールの大使館やインフラを爆破する計画が発覚し、ジェマ・イスラミアのメンバー15人が国内治安法に基づき逮捕された。潜在的なテロ対策を検知、防止し、万が一発生した場合は被害を最小限に抑えるため、大規模なテロ対策が実施された。一方、この事件は経済にもわずかながら影響を及ぼし、2003年の平均世帯年収は4,870SGDに下がった。
2004年、リー・クアンユーの長男であるリー・シェンロンがシンガポール第3代首相に就任した。それ以来、様々な国策の変更が提案、実施されてきた。そのひとつが、2005年に国家公務員研修を2年半から2年に短縮したことである。また、法律、刑罰、社会問題、世界の諸問題について市民が意見交換する「レッドテープ（お役所仕事）削減」プログラムも導入された。
2006年の総選挙は、インターネットやブログが相次いで選挙を取り上げたことから、歴史上画期的な選挙と評価されている。選挙直前の2006年5月1日には、政府は「プログレス・パッケージ」と呼ばれる26億SGD相当のキャッシュボーナスを全成人国民に配布した。選挙ではPAPが84議席中82議席、得票率66％を獲得し、政権に返り咲いた。選挙期間中には野党集会も多く開かれ、マレーシア紙『ザ・スター』によると、2006年4月20日に開かれた集会には1万人以上が参加したとされる。
シンガポールとマレーシアの独立後の二国間関係は、つかず離れずの状態である。マレーシアはシンガポールにとって重要な経済的後背地であり、両者ともASEAN加盟国で地域の同盟国としての立場は維持している。また、シンガポールの水道水の大部分はマレーシアに依存し、この点においても非常に重要な存在である。両国は独立後、別の進路を歩み、相手国を非難したり、時には脅したりすることもあるが、禁輸や敵対関係に発展するほど深刻な事態には至っていない。
シンガポールでは教育制度の改革が進んでおり、2003年には初等教育が義務化された。ただし、教育制度は極めて競争的であり、最初の成功者を優遇する一方、それについて行けない生徒は無視されがちであった。これは現在でも論争の的となっており、独立後の教育政策が引き起こした競争文化を扱った映画『I Not Stupid（私はバカじゃない）』はヒットした。教育政策はこのような懸念に対応するため改革が進められているが、いまだ深刻である。
2013年の人口白書では、2030年には平均寿命の延び、出生率の低下、高齢化の進展などが深刻化することが懸念されており、将来の人口を690万人にすることが政府によって公式発表された。同年には、世界で最も収益性が高いといわれる2つの統合型リゾートがオープンしている。